# Superrotación del núcleo interno

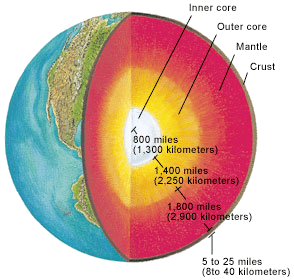
Corte de la Tierra que muestra el núcleo interno (blanco) y el núcleo externo (amarillo)

La superrotación del núcleo interno es una rotación teorizada hacia el este del núcleo interno de la Tierra en relación con su manto, para una velocidad de rotación neta que es más rápida que la Tierra en su conjunto. Un modelo de 1995 de la dínamo de la Tierra predijo superrotaciones de hasta 3 grados por año; al año siguiente, esta predicción fue apoyada por las discrepancias observadas en el tiempo que las ondas p toman para viajar a través del núcleo interno y externo. 
Las observaciones sísmicas han utilizado una dependencia de dirección (anisotropía) de la velocidad de las ondas sísmicas en el núcleo interno, así como variaciones espaciales en la velocidad. Otras estimaciones provienen de oscilaciones libres de la Tierra. Los resultados son inconsistentes y la existencia de una super rotación sigue siendo controvertida, pero probablemente sea inferior a 0.1 grados por año. 
Cuando los modelos de geodínamo tienen en cuenta el acoplamiento gravitacional entre el núcleo interno y el manto, reduce la super rotación prevista a tan solo 1 grado por millón de años. Para que el núcleo interno gire a pesar del acoplamiento gravitacional, debe poder cambiar de forma, lo que limita su viscosidad. 

## Antecedentes
En el centro de la Tierra está el núcleo, una esfera con un radio medio de 3480 kilómetros que se compone principalmente de hierro. El núcleo externo es líquido mientras que el núcleo interno, con un radio de 1220 km, es sólido. Debido a que el núcleo externo tiene una baja viscosidad, podría estar girando a una velocidad diferente del manto y la corteza . Esta posibilidad se propuso por primera vez en 1975 para explicar un fenómeno del campo magnético de la Tierra llamado deriva hacia el oeste: algunas partes del campo giran aproximadamente 0.2 grados por año hacia el oeste en relación con la superficie de la Tierra. En 1981, David Gubbins de la Universidad de Leeds predijo que una rotación diferencial del núcleo interno y externo podría generar un gran campo magnético toroidal cerca del límite compartido, acelerando el núcleo interno a la velocidad de deriva hacia el oeste. Esto estaría en oposición a la rotación de la Tierra, que es hacia el este, por lo que la rotación general sería más lenta.
En 1995, Gary Glatzmeier en Los Álamos y Paul Roberts en UCLA publicaron el primer modelo tridimensional "autoconsistente" de la dinamo en el núcleo. El modelo predijo que el núcleo interno gira 3 grados por año más rápido que el manto, un fenómeno que se conoció como superrotación. En 1996, Xiaodong Song y Paul G. Richards, científicos del Observatorio de la Tierra Lamont-Doherty, presentaron evidencia sísmica de una súper rotación de 0.4 a 1.8 grados por año, mientras otro estudio estimó que la superrotación era de 3 grados por año.

## Observaciones sísmicas

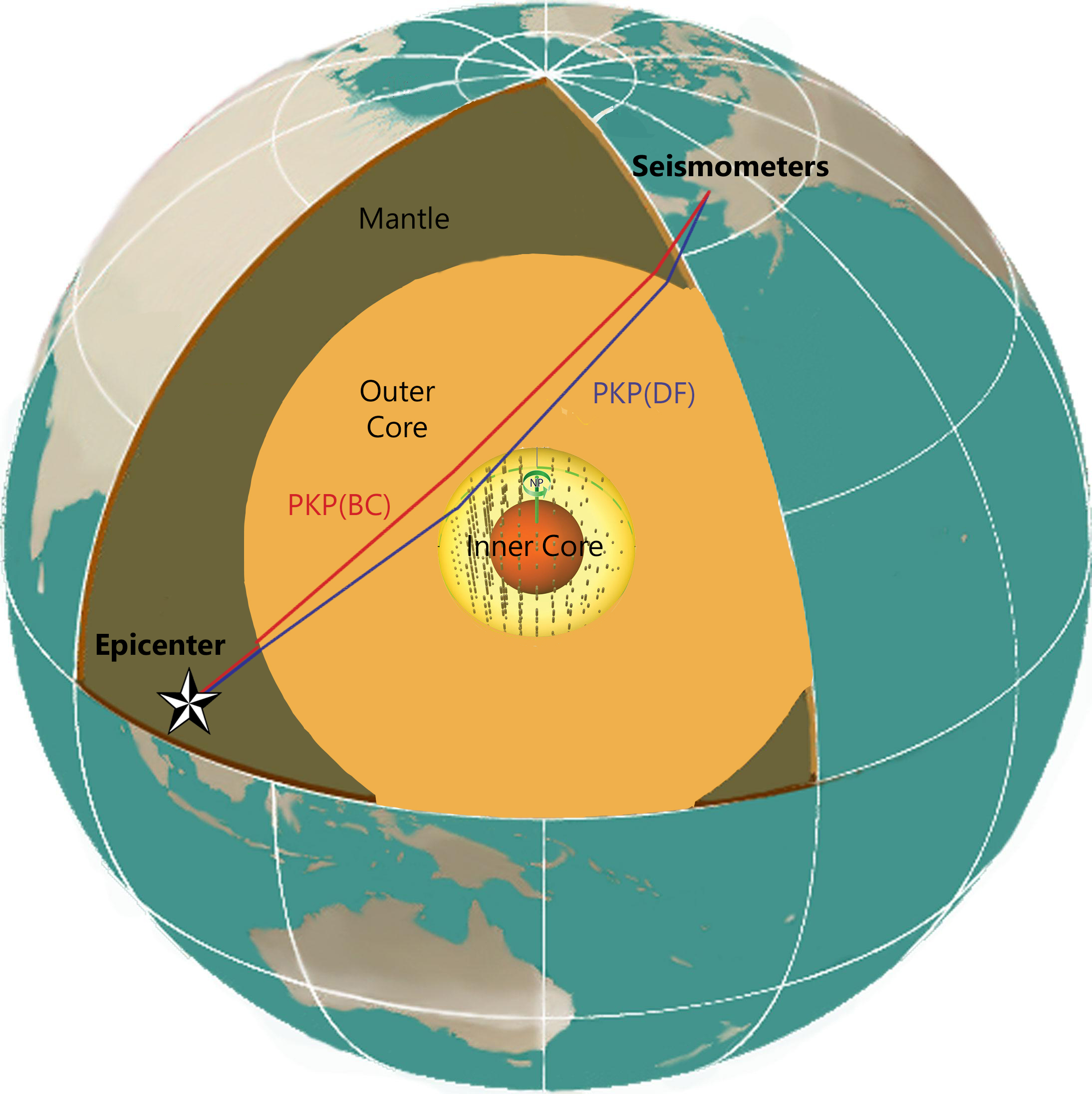
Esquema de las ondas PKP (BC) y PKP (DF)

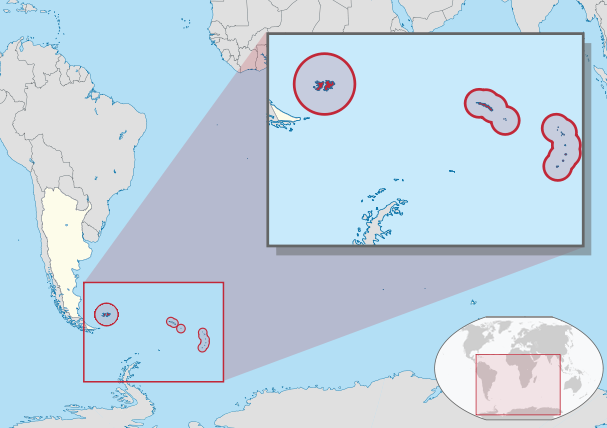
Ubicación de las Islas Sandwich del Sur, que son casi antipodales a Alaska.

Las principales limitaciones de observación en la rotación del núcleo interno provienen de la sismología. Cuando ocurre un terremoto, dos tipos de ondas sísmicas viajan a través de la Tierra: aquellas con movimiento de tierra en la dirección en que se propaga la onda (ondas p) y aquellas con movimiento transversal (ondas s). Las ondas S no viajan a través del núcleo externo porque implican un esfuerzo cortante, un tipo de deformación que no puede ocurrir en un líquido. En notación sísmica, una onda p está representada por la letra P cuando viaja a través de la corteza y el manto y por la letra K cuando viaja a través del núcleo externo. PKP representa una ola que viaja a través del manto, núcleo y manto nuevamente antes de llegar a la superficie. Por razones geométricas, se distinguen dos ramas de PKP: PKP (AB) a través de la parte superior del núcleo externo y PKP (BC) a través de la parte inferior. Una onda que pasa a través del núcleo interno se conoce como PKP (DF). (Los nombres alternativos para estas fases son PKP1, PKP2 y PKIKP) Las ondas sísmicas pueden recorrer múltiples caminos desde un terremoto hasta un sensor dado.
Las ondas PKP (BC) y PKP (DF) tienen caminos similares en el manto, por lo que cualquier diferencia en el tiempo de viaje general se debe principalmente a la diferencia en las velocidades de onda entre el núcleo externo y el interno. Song y Richards observaron cómo esta diferencia cambió con el tiempo. Las olas que viajaban de sur a norte (emitidas por terremotos en las Islas Sandwich del Sur y recibidas en Fairbanks, Alaska) tuvieron un diferencial que cambió 0.4 segundos entre 1967 y 1995. Por el contrario, las ondas que viajan cerca del plano ecuatorial (por ejemplo, entre Tonga y Alemania) no mostraron cambios.
Una de las críticas a las primeras estimaciones de la súper rotación fue que las incertidumbres sobre los hipocentros de los terremotos, particularmente aquellos en los registros anteriores, causaron errores en la medición de los tiempos de viaje. Este error se puede reducir mediante el uso de datos para terremotos de doblete. Estos son terremotos que tienen formas de onda muy similares, lo que indica que los terremotos estaban muy cerca uno del otro (dentro de aproximadamente un kilómetro). Utilizando datos de doblete de las Islas Sandwich del Sur, un estudio en 2015 llegó a una nueva estimación de 0,41° por año.

### Anisotropía del núcleo interno
Song y Richards explicaron sus observaciones en términos del modelo prevaleciente de anisotropía del núcleo interno en ese momento. Se observó que las olas viajaban más rápido entre el norte y el sur que a lo largo del plano ecuatorial. Un modelo para el núcleo interno con anisotropía uniforme tenía una dirección de desplazamiento más rápida inclinada en un ángulo de 10° desde el eje de rotación de la Tierra. Desde entonces, el modelo para la anisotropía se ha vuelto más complejo. Los primeros 100 kilómetros son isotrópicos. Debajo de eso, hay una anisotropía más fuerte en un hemisferio "occidental" (aproximadamente centrado en las Américas) que en un hemisferio "oriental" (la otra mitad del globo), y la anisotropía puede aumentar con la profundidad. También puede haber una orientación diferente de la anisotropía en un "núcleo interno más interno" (IMIC) con un radio de aproximadamente 550 kilómetros.
Un grupo de la Universidad de Cambridge usó diferenciales de tiempo de viaje para estimar las longitudes de los límites del hemisferio con una profundidad de hasta 90 kilómetros por debajo del límite del núcleo interno. Combinando esta información con una estimación de la tasa de crecimiento del núcleo interno, obtuvieron una tasa de 0.1-1° por millón de años.
Las estimaciones de la tasa de rotación basadas en diferenciales de tiempo de viaje han sido inconsistentes. Aquellos basados en los terremotos de Sandwich Island tienen las tasas más rápidas, aunque también tienen una señal más débil, con PKP (DF) apenas emergiendo por encima del ruido. Las estimaciones basadas en otros caminos han sido más bajas o incluso en la dirección opuesta. Según un análisis, la tasa de rotación está limitada a menos de 0.1° por año.

### Heterogeneidad
Un estudio en 1997 revisó los datos de las Islas Sandwich y llegó a una conclusión diferente sobre el origen de los cambios en los tiempos de viaje, atribuyéndolos a las heterogeneidades locales en las velocidades de las olas. La nueva estimación para la súper rotación se redujo a 0.2–0.3° por año.
La rotación del núcleo interno también se ha estimado utilizando ondas PKiKP, que se dispersan de la superficie del núcleo interno, en lugar de ondas PKP (DF). Las estimaciones que utilizan este método han oscilado entre 0,05 y 0,15° por año.

### Modos normales
Otra forma de restringir la rotación del núcleo interno es mediante el uso de modos normales (ondas estacionarias en la Tierra), dando una imagen global. Las heterogeneidades en el núcleo dividen los modos, y los cambios en las "funciones de división" a lo largo del tiempo se pueden usar para estimar la velocidad de rotación. Sin embargo, su precisión está limitada por la escasez de estaciones sísmicas en los años 1970 y 1980, y la rotación inferida puede ser positiva o negativa dependiendo del modo. En general, los modos normales no pueden distinguir la velocidad de rotación de cero.

## Teoría
En el modelo de 1995 de Glatzmeier y Roberts, el núcleo interno gira mediante un mecanismo similar a un motor de inducción. Un viento térmico en el núcleo externo da lugar a un patrón de circulación con flujo de este a oeste cerca del límite del núcleo interno. Los campos magnéticos que pasan a través de los núcleos interno y externo proporcionan un par magnético, mientras que el par viscoso en el límite mantiene el núcleo interno y el fluido cerca de él girando a la misma velocidad en promedio.
El modelo de 1995 no incluyó el efecto del acoplamiento gravitacional entre las variaciones de densidad en el manto y la topografía en el límite interno del núcleo. Un estudio de 1996 predijo que forzaría al núcleo interno y al manto a rotar a la misma velocidad, pero un artículo de 1997 mostró que podría ocurrir una rotación relativa si el núcleo interno pudiera cambiar su forma. Esto requeriría que la viscosidad sea inferior a 1.5 x 1020 pascal-segundos (Pa · s). También predijo que, si la viscosidad fuera demasiado baja (menos de 3 x 1016 Pa · s), el núcleo interno no podría mantener su anisotropía sísmica. Sin embargo, la fuente de la anisotropía aún no se comprende bien. Un modelo de la viscosidad del núcleo interno basado en nutaciones de la Tierra limita la viscosidad a 2–7 × 104 Pa · s.
Los modelos de geodínamo que tienen en cuenta el bloqueo gravitacional y los cambios en la duración del día predicen una tasa de súper rotación de solo 1° por millón de años. Algunas de las inconsistencias entre las mediciones de la rotación pueden solucionarse si la velocidad de rotación oscila.

## Otras lecturas
- Richards, P. G. (13 de noviembre de 1998). «Detecting Possible Rotation of Earth's Inner Core». Science 282 (5392): 1227a. doi:10.1126/science.282.5392.1227a.
- Rochester, Michael G. (2007). «Inner core rotational dynamics».  En Gubbins, David; Herrero-Bervera, Emilio, eds. Encyclopedia of geomagnetism and paleomagnetism. Springer Science & Business Media. pp. 425-426. ISBN 9781402044236.
- Rüdiger, Günther; Hollerbach, Rainer (2006). «2.6.4 Rotation of the inner core». The magnetic universe : geophysical and astrophysical dynamo theory. Wiley-VCH. pp. 37-38. ISBN 9783527605002.
- Souriau, A. (3 de julio de 1998). «Is the Rotation Real?». Science 281 (5373): 55-56. doi:10.1126/science.281.5373.55.
- Sumita, I.; Bergman, M. I. (2010). «Inner-core dynamics».  En Olson, Peter, ed. Core Dynamics. Treatise on Geophysics 8. Elsevier. pp. 299-318. ISBN 9780444535771.
- Tkalčić, Hrvoje (2017). «Inner core rotational dyamics». The earth's inner core : Revealed by observational seismology. Cambridge University Press. pp. 131-168. ISBN 9781107037304.

- Datos: Q62964088